# 알라딘 (캡콤 비디오 게임)
《알라딘》(Disney's Aladdin)은 세가 게임스사에서 1993년에 출시하여 만든 게임 중의 하나이며 알라딘을 주인공으로 하는 비디오 게임이다. 게임의 줄거리는 알라딘이 자파로부터 자스민 공주를 구하려는 내용이며 게임전에 난이도를 조절하는 것도 가능하고 총 10개의 스테이지가 있다. 난이도를 하로하면 사과를 20개 얻고 시작하며 중은 15개로 시작하고 상은 10개로 시작한다. 세가사의 게임비법이 녹아있는 지금도 정말 멋진 게임이다.

## 게임의 줄거리
어느날 자파는 알라딘이 자스민을 사랑한다는걸 알게된다. 하지만 이를 못마땅하게 여긴 자파는 알라딘을 해칠 계획을 하며 이것을 알아챈 알라딘은 아그라바 마켓으로부터 출발해 자파의 부하들을 물리치려고한다. 알라딘은 아그라바와 술탄의 감옥을 거친후 동굴을 지나 마그마가 들끓는 지옥의 동굴을 만났지만 무사히 뚫어내고 지니의 요술램프를 통해 술탄의 궁전을 들어가서 자파의 충실한 심복인 이아고를 물리치고 곧이어 자파의 궁전으로 쳐들어간다. 그후 자파의 궁전에서 자파와의 최종대결을 승리하고 자스민 공주를 구출하여 행복한 포옹의 사랑을 나누게된다.

## 알라딘 게임의 주요 스테이지
알라딘 게임의 스테이지는 총 10개의 스테이지가 있으며, 중간에 보너스 스테이지를 즐길 수도 있다.
- 1. AGRABAH MARKET(아그라바 마켓): 알라딘 게임을 시작할 때 가장 처음부터 접하는 스테이지이다.

- 2. THE DESERT(더 디저트): 알라딘의 2번째 스테이지로, 사막이 주요 환경인 스테이지이다.

- 3. AGRABAG ROOFTOPS(아그라바 루프톱스): 알라딘의 3번째 스테이지로, 알라딘의 모든 게임 중 유일하게 중간보스가 있으며, 처음으로 보스를 맞이하는 스테이지이다. 중간보스는 사과나 칼로 처리가 가능하나, 최종보스는 사과 10방만으로 처리할 수 있다. 보스를 상대 시엔 보스가 던지는 드럼통을 조심하고, 점프했을 땐 칼을 던지니 점프했을 때는 재빨리 사과로 보스를 맞추는 것이 좋은 방법이다.

- 4. SULTAN'S DUNGEON(술탄스 던전): 알라딘의 4번째 스테이지로, 술탄의 감옥인 곳을 플레이하는 곳이다. 감옥인 만큼 게임 배경은 정말 어둡고 캄캄하다.

- 5. CAVE OF WONDERS(케이브 오브 원더스): 알라딘의 5번째 스테이지로, 동굴이 주 무대인 스테이지이다. 보스가 있으며, 이 스테이지의 보스는 3탄의 최종보스와는 달리 사과로 처리 못하고 칼로만 처리해야 하는 유일한 보스인데, 좌우 측에 등장하는 쪽에 맞춰 적당히 칼질해야 보스를 이길 수 있다.

- 6. THE ESCAPE(더 이스케이프): 알라딘의 6번째 스테이지로, 용암의 마그마가 들끓는 스테이지이다. 용암에 다이거나 큰 바위에 치이면 무조건 즉사하므로 용암에 안 다이고 큰 바위에 치이지 않도록 세심하게 플레이하는 것을 요구한다. 더군다나 이 탄은 리스타트 호리병도 없으므로 만일 바위에 치이거나 용암에 빠지면 진짜로 골치가 아프다.

- 7. RUG RIED(러그 라이드): 알라딘의 7번째 스테이지로, 여기는 살아남는 게 목적인 스테이지이다. 지니의 손가락에 따라 지시를 따라야 하며 양탄자를 타고 용암 위를 질주하는데, 중간에 큰 바위에 충돌하지 않게 조심해야 한다. 큰 바위에 충돌하면 바로 목숨인 진기 하나가 소멸되며 이대로 3번을 죽으면 그냥 NICE TRY하며 통과하게 된다. 지니가 ?표를 표시할 때는 아래가 큰 바위가 없어 안전한 것이니 지니의 ?표가 나오면 아래로 피난하는 것이 좋다.

- 8. INSIDE THE LEMP(인사이드 더 램프): 알라딘의 8번째 스테이지로, 알라딘의 전체 스테이지 중 가장 위험요소가 없는 스테이지이며 적이 없다. 애초에 설정상 알라딘이 지니의 세계에 들어오게 되었다는 스토리이다. 다만, 아래로의 추락사는 조심해야 하며, 음악이 경쾌한 스테이지이다.

- 9. SULTAN'S PALACE(술탄스 팔라스): 알라딘의 9번째 스테이지로, 술탄의 궁전이 주 무대인 스테이지이다. 알라딘 만화를 보면 자주 보는 자스민 공주의 아빠이자 왕인 술탄의 궁전의 모습을 그대로 게임에 반영한 거라고 보며, 이곳부턴 난이도도 높다. 보스는 이아고인데, 중간에 유령을 보내니 조심하고, 3탄의 최종보스처럼 칼로는 공격이 절대로 안 되고 사과 10개만 냅다 던져야 처리된다.

- 10. JAFAR'S PALACE(자파스 팔라스): 알라딘의 10번째 스테이지이자 가장 마지막인 스테이지며, 그만큼 난이도도 상당히 높다. 특히 스테이지의 후반부에 나오는 화면 제일 밑에 있는 노란 가시밭길에 떨어지면 무조건 즉사하므로 노란 가시밭길에 떨어지지 않게 조심해야한다. 보스로는 이 게임의 최종보스인 자파가 있으며, 자파가 1형태론 무조건 지팡이의 마법으로 플레이어를 끌어들이며, 칼로는 공격이 절대로 안 되니 사과로만 형태를 다 깬 뒤에는 자파가 코브라로 변신하는데, 이때는 윗 발판에 올라가면 무조건 불이 올라오기 때문에 조심해야 하고 자파가 보내는 불길을 주의하며 점프로 자파를 역시 칼로는 공격이 안 되니 오로지 사과로만 가격해야 한다. 자파의 코프라 모습까지도 격파하면 자파도 완전히 처리가 되며, 곧바로 알라딘과 자스민 공주가 양탄자를 타고 자파의 궁전에서 탈출한 뒤 따듯하게 포옹과 사랑을 나누는 행복한 게임 결말을 볼 수 있게 된다.

### 알라딘의 보너스 스테이지
- GENIC BONUS LEVEL(지니 보너스 레벨): 마지막 스테이지인 자파의 궁전을 빼고 스테이지를 통과하면 할 수 있는 보너스 스테이지로, 스테이지를 플레이하는 동안에 얻은 지니의 진기수만큼 지니의 보너스를 얻을 수 있다. 보석, 사과, 진기, 자파의 버튼이 나오며, 자파의 모습이 나오면 무조건 보너스 스테이지는 종료된다.

- ABU BONUS LEVEL(아부 보너스 레벨): 아부의 진기를 획득하면 할 수 있는 스테이지로, 스테이지 1, 스테이지 3, 스테이지 5에서 할 수 있다. 스테이지 1과 스테이지 3의 보너스 레벨은 아그라바가 배경으로 둘 다 똑같으며, 중간에 항아리가 떨어지는 걸 조심해야 하고, 적도 2번이 나오는데, 칼질로 죽여줘야 하며 드럼통도 잘 피하거나 칼로 파괴해야 한다. 이 보너스 레벨에선 사과, 보석은 물론 목숨인 진기도 하나를 얻을 수 있으니 잘 플레이해야 한다. 스테이지 5의 보너스 레벨은 동굴이 주 무대이며, 중간에 떨어지는 작은 돌을 피하거나 칼로 제거해야 하고, 큰 바위는 무조건 위로 피신해야 하며 중간에 나오는 박쥐도 잘 처리하거나 박쥐의 눈에 띄지 않게 피해야 한다. 이 보너스 레벨은 스테이지 1과 스테이지 3의 보너스 레벨보다는 짧으며, 얻을 수 있는 아이템은 보석과 사과가 있다.

## 알라딘 게임의 아이템
알라딘 게임을 하면 얻을수있는 아이템들이 있는데 알라딘 게임의 아이템은 다음과 같다.
- GENIC BONUS LEVEL(지니 보너스 레벨):지니의 진기로 스테이지에서 이것을 획득할 때마다 스테이지를 끝냈을 때 지니의 보너스 스테이지를 할수가 있다. 단 마지막 스테이지에선 등장하지 않는다.

- ABU BONUS LEVEL(아부 보너스 레벨):아부의 진기로 1스테이지,3스테이지,5스테이지에서 획득할 수 있다. 이것을 획득하면 아부의 보너스 스테이지를 할수가 있다.

- EXTRA HEALTH(엑스트라 헬스):푸른색의 사랑에 풍선모양을 하고있으며 이것을 획득하면 알라딘의 건강상태를 회복시켜준다.

- HEALTH METER:(헬스 미터):알라딘의 건강상태를 확인시켜주는 도표로 램프의 연기나 지니가 보는 모래시계로 보여준다.

- SAVE PRINCESS JASMINE(세이브 프린세스 자스민):자스민의 초상화가 담긴 아이템으로 게임의 기록을 저장해준다. 게임의 플레이도중엔 만날수없는 아이템이다.

- RESTART POINT(리스타트 포인트):지니모양의 항아리아이템으로 플레이어가 지나가면 지니모양으로 돌아서며 플레이어가 죽었을시 다시 나오는 출구가 된다.

- SPEND THESE(스펜드 더스):보석모양의 아이템으로 이건 보석이다. 이 아이템을 획득하면 스테이지상에 나타나는 M.상인으로부터 목숨인 진기1UP나 컨티뉴를 늘리는 아이템을 살수있다. 보석이 99개까지 차면 다찬것이므로 보석이 99개까지 다찼을때는 지니 보너스 레벨이 아니면 나오지 않는다.

- THROW APPLES(스로 애플스):사과모양의 아이템으로 이것을 획득할 때마다 사과를 많이 획득할 수 있다. 사과가 99개까지 차면 다찬것이므로 사과가 99개까지 다찼을때는 지니의 보너스 레벨이 아니면 나오지 않는다.

- 1UP(일업):알라딘모양의 진기로 이것을 얻을때마다 플레이할 수 있는 목숨수가 늘어난다. 진기가 9개가 되면 꽉찬것이므로 지니 보너스 레벨이 아니면 나오지 않는다.

그외에도 나팔이나 램프나 또는 딱정벌레등등의 아이템이 나오며 알라딘의 아이템은 유용한게 많은만큼 스테이지에 아이템이 보이면 획득해주는 것이 좋다.

## 알라딘 게임의 화면
알라딘 게임을 시작하면 다음같이 스테이지를 시작할 때마다 화면이 나온다.
- 황금 딱정벌레:알라딘SNES에선 지니 룰렛으로 이어지는 아이템이며 알라딘 메가드라이브에선 스테이지를 시작할 때 나오는 장면이 된다. 스테이지 2에서는 이 스카라베를 모으는게 미션이가도 하였다.

- LEVEL COMPLETE(레벨 컴플리트):알라딘 게임의 스테이지를 완수했을 때 볼 수 있는 화면이며 아부와 알라딘이 해맑게 웃으며 뛰어가는 장면이 나온다.

- GAME OVER(게임 오버):알라딘을 플레이하는 플레이어가 죽었을 때 나오는 장면으로 알라딘이 쓰러지고 지니와 아부가 마사지하는 장면이 나온다. 진기가 0이 되어 이런 장면이 나오면 게임을 이어갈것인지 아니면 포기할것인지가 나오며 이장면이 3번이상이 되면 그냥 게임이 끝난다.

## 그 외 도움을 주는 사람
- M.상인: 스테이지의 중간마다 볼 수 있는 상인으로 목숨인 1UP(일업)아이템은 보석5개로 팔며 컨디뉴아이템은 보석 10개로 파는 상인이다.